# 小坂優舞
小坂 優舞（こさか ゆま、1988年3月12日 - ）は、声優・歌手活動を主に活動するアキバ系アイドル。静岡県出身、東京都在住。特技は、イラストを描く事。舞台活動なども行っている。

## 経歴・人物像
家庭の事情により幼少期より、様々な地を転々として過ごす。子供の頃から芸能活動を行っており、静岡県の高校を卒業後、本格的な芸能活動を行う為に上京した。趣味のコスプレの没頭具合は深く、様々なキャラのコスプレ衣装を所持している。また、作曲なども出来るゼネラリストである。2002年には松平健主演の舞台にも共演した。

## 生活
上京早々にCDデビューしているが、若手の為収入は少なく、深夜アルバイトなどをして生活費を工面している。また、本人の意思からか実家からの仕送りは受けておらず、食費などを切り詰めて、コスプレなどの衣装代を捻出している。

## テレビ・ラジオ出演
- NHK教育の「一期一会 キミにききたい!」（2006年10月20日放送）に出演。香川県の素人の女の子と共演し、自身も香川に行った。また、逆に香川の子を東京・秋葉原に呼び、自分の生きる世界を紹介した。

- フジテレビの年始特別番組「不思議の国のアリス」（2007年1月5日放送）に出演。「声帯に魔法がかかっている」と言い、メルヘンまいどんと少年の声を披露した。

## 作品

### シングル
| 枚  | 発売日        | タイトル             | 品番       | オリコン最高位 |
| --- | ------------- | -------------------- | ---------- | -------------- |
| 1st | 2006年9月29日 | ソーダ水とひこうき雲 | JDCA-29195 | 圏外           |

### タイアップ
| 曲名                 | タイアップ                       | 収録作品                         |
| -------------------- | -------------------------------- | -------------------------------- |
| ソーダ水とひこうき雲 | OVA『_summer』オープニングテーマ | シングル「ソーダ水とひこうき雲」 |
| _summer              | OVA『_summer』エンディングテーマ | シングル「ソーダ水とひこうき雲」 |

### 声優出演
- OVA『_summer』（放送部員#1、祭りの放送#2。2006年）